# Isabel Gonzaga (1537-1579)

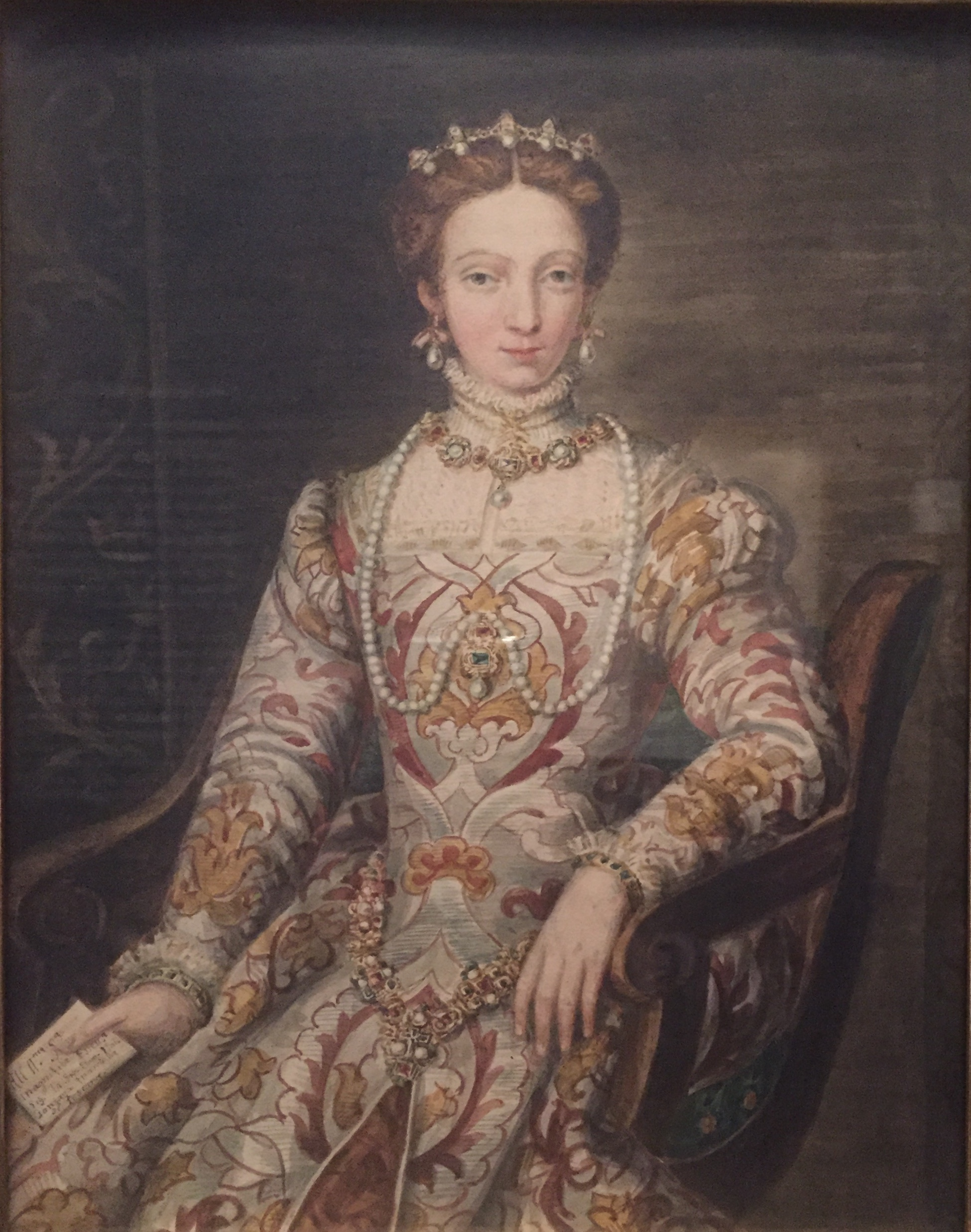
Isabel Gonzaga, por Carderera

Isabel Gonzaga o Isabella Gonzaga (Mantua, 18 de abril de 1537 - Vicaria, 16 de agosto de 1579) fue una noble italiana.

## Biografía
Era hija de Federico II Gonzaga, primer duque de Mantua y Monferrato, y de Margarita Paleólogo, heredera del Marquesado de Montferrato.
Su abuela Ana de Alenzón le legó propiedades francesas. Sin embargo, su madre Margarita consiguió más tarde, gracias a la renuncia de Isabel (1564), establecer la propiedad para su tercer hijo, Luis, que marchó a Francia y dio origen a la rama Gonzaga Nevers.
En diciembre de 1556 se casó con Francisco Fernando de Ávalos Aquino, segundo príncipe de Francavilla, cuarto marqués de Pescara, tercer marqués de Vasto y conde de Monteodorisio.
En 1561 fue nombrada gobernadora de Monferrato por su hermano Guillermo, marqués de Monferrato.

## Legado
En 1885, la ciudad de Chieti, a través de la obra del superintendente Vincenzo Zecca, quiso recordar las frecuentes visitas de la marquesa a la ciudad, dando su nombre a la Scuola magistrale femminile, actual escuela profesional de Chieti en la Civitella.

## Descendencia
Isabel y Francisco Fernando tuvieron dos hijos:
Alfonso Félix de Ávalos Aquino y Gonzaga, príncipe de Francavilla, (1564-1593), casado con Lavinia Della Rovere;
Tomas de Avalos de Aquino de Aragón (m. 1622), conde de Castelluccio (en la entonces provincia de Basilicata), titular del Patriarcado de Antioquía de 1611 a 1622.